# Lycophotia reducta
Lycophotia reducta är en fjärilsart som beskrevs av Barend J. Lempke 1939. Lycophotia reducta ingår i släktet Lycophotia och familjen nattflyn. Inga underarter finns listade i Catalogue of Life.